# Muganga - Celui qui soigne
Pour plus de détails, voir Fiche technique et Distribution.
Muganga - Celui Qui Soigne est un film écrit et réalisé par Marie-Hélène Roux et dont la date de sortie n'a pas été annoncée. Il s'inspire de la vie du docteur Mukwege et du docteur Guy-Bernard Cadière,.

## Synopsis
Certains combats peuvent changer le cours de l’histoire.
Au cœur de l’Afrique centrale, Denis Mukwege, médecin congolais et futur prix Nobel de la Paix, soigne — au péril de sa vie — des milliers de femmes victimes de violences sexuelles. Sa rencontre avec Guy Cadière, chirurgien belge, va redonner un souffle nouveau à son engagement. Ensemble, ils vont opérer à quatre mains, portés par la force des femmes.

## Fiche technique
- Titre : Muganga - Celui Qui Soigne
- Réalisation : Marie-Hélène Roux
- Scénario : Marie-Hélène Roux, Jean-René Lemoine
- Production : Cynthia Pinet (Petites Poupées Production), Ça Va Aller Production, France 3 Cinéma, Scope Pictures
- Photographie : Renaud Chassaing
- Montage : Hugo Lemant
- Musique : Alexandre Dudermel
- Costume :  Catherine Marchand
- Décors : Catherine Cosme
- Pays de production :  France,  Belgique,  Gabon
- Langues originales : Français, swahili, lingala
- Genre : drame biographique
- Durée : 120 minutes
- Date de sortie : 24 septembre 2025

## Distribution
- Isaach de Bankolé : Denis Mukwege
- Vincent Macaigne : Guy Cadière
- Manon Bresch : Maïa Cadière
- Babetida Sadjo : Blanche
- Déborah Lukumuena: Busara
- Soliane Moisset : Florence
- Yves-Marina Gnahoua : Kymia Mukwege
- Dada Stella Kitoga Bitondo : Mme Ilongé
- Joely Mbundu : Hatia
- Jennifer Heylen : Neema
- Nadège Ouedraogo : Astrid
- Doukaga Kouaba : Antoinette
- Nicole Bongo Letuppe : Maman Zawadi
- Agathe de la Boulaye : la journaliste
- Béatrice Moutsinga : Patience
- Edel Mezui : Dosufé
- Chancia Rebelah : Sadia Mukwege
- Épée Paradis : Aminata Mukwege
- Janellia Diane Nkie : Marie Mukwege
- Neil Tiwinot : Luzolo
- Erika Princesse Akieno : l'infirmière 1
- Adriella Lou : l'infirmière 2
- Noa Staes : Frédéric

## Tournage
Le film a été tourné en 2023 entre le Gabon, la Belgique et les États-Unis,.